# Robert Battersby
Robert Battersby (n. 14 decembrie 1924, Sheffield, Anglia, Regatul Unit – d. 30 septembrie 2002) a fost un om politic britanic, membru al Parlamentului European în perioadele 1979-1984 si 1984-1989 din partea Regatului Unit. 